# Gabriel Núñez
Gabriel Núñez (6 de fevereiro de 1942) é um ex-futebolista mexicano que competiu na Copa do Mundo FIFA de 1966.